# 해왕성
해왕성(海王星, 라틴어: Neptunus)은 태양계의 8개 행성 중 여덟 번째 행성이다. 해왕(海王)은 ‘바다의 왕’이라는 한자어로, 포세이돈(그리스 신화명) 또는 넵투누스(로마 신화명)를 번역한 것이다. 해왕성은 8개 행성 중에서 직경으로는 4번째로 크고, 질량으로는 3번째로 크다. 해왕성의 질량은 지구의 17배로, 질량이 지구의 약 15배인 쌍둥이 행성 천왕성보다 약간 더 무겁다. 해왕성과 태양의 평균 거리는 45억 1,300만 km(30.1 AU)이며, 지구와 태양 사이 거리의 대략 30배에 해당한다. 천문 기호는 포세이돈의 트라이던트(삼지창)을 형상화한 이다.
해왕성은 맨눈으로 볼 수 없기 때문에 경험적 관측이 아닌 수학적 계산으로 발견된 태양계 행성 중 유일한 행성이다. 천왕성의 궤도에 예기치 않은 변화가 있자 알레시 부봐르는 천왕성의 궤도가 발견되지 않은 행성의 중력 섭동에 영향을 받고 있다고 추론했다. 그 후 1840년대에 위르뱅 르베리에가 그 행성의 궤도를 예측했고, 1846년에 요한 고트프리트 갈레가 르베리에가 예측했던 위치 범위 안에서 해왕성을 관측했다. 얼마 뒤에 해왕성의 제1위성인 트리톤이 발견되었지만, 나머지 13개의 위성들은 19세기가 다 가도록 발견되지 못했다. 해왕성을 방문한 우주선은 1989년 8월 25일에 해왕성을 접근 통과한 보이저 2호 하나뿐이다.
해왕성의 구성 성분은 천왕성과 꽤 비슷하며, 목성이나 토성 같은 거대 가스 행성들과는 구분되는 성분상의 차이가 존재한다. 목성과 토성은 대기에 수소와 헬륨을 대량 포함하지만 해왕성의 대기는 극미량의 탄화수소와 질소를 포함하고 있으며, 물, 암모니아, 메테인 등이 얼어붙은 얼음질이 높은 비율을 차지한다. 천문학자들은 이런 차이점을 강조하기 위해 천왕성과 해왕성을 거대 얼음 행성으로 따로 분류하기도 한다. 해왕성의 내부 구조는 천왕성과 마찬가지로 얼음과 암석으로 이루어져 있는 것으로 추정된다. 행성의 가장 바깥층에는 메테인이 미량 존재하여 행성이 밝고 맑은 파란색깔을 띤다.
표면상에 아무 특징도 없는 천왕성과 달리 해왕성의 대기에서는 역동적이며 관측 가능한 기상 현상이 측정되고 있다. 1989년, 보이저 2호의 해왕성 접근 통과 때 해왕성의 남반구에서 목성의 대적점에 필적하는 대암반이 발견된 것이 그 예들 중 하나이다. 이런 기상 현상들은 시속 2,100km 속도의, 태양계에서 가장 강력한 바람으로 유지된다. 태양에서 엄청나게 멀리 떨어져 있기 때문에 해왕성의 바깥쪽 대기는 태양계에서 가장 추운 장소들 중 하나이며, 구름층의 꼭대기는 거의 −218 °C(55 K)에 달한다. 반면 행성 중심부의 온도는 대략 5000 °C(5400 K)이다. 해왕성에는 파편으로 이루어진 희미한 고리 구조가 있는데, 1960년대에 고리의 존재에 대해 논란이 있었으나 1989년에 보이저 2호의 탐사를 통해 존재가 확인되었다.

## 해왕성 연구의 역사

### 발견
갈릴레오 갈릴레이의 관측 그림에 따르면 그는 1612년 12월 28일과 1613년 1월 27일에 해왕성을 본 적이 있다. 하지만 갈릴레오는 목성 옆에 있던 해왕성을 붙박이별로 착각했으므로, 해왕성을 행성으로서 발견한 사람은 아니다. 1612년 12월의 첫 관측 당시 해왕성은 막 역행 운동으로 돌아선 때였기 때문에 겉보기상으로는 움직이지 않았다. 해왕성이 역행 주기를 시작했을 때엔 움직임이 너무 미약해서 갈릴레오의 부실한 망원경으로는 감지하기에 무리였을 것이다. 한편 멜버른 대학교의 천문학자 데이비드 제이미슨은 2009년 7월에, 갈릴레오가 자신이 발견한 별이 다른 붙박이별들과 달리 움직였다는 것을 알아차렸다는 새로운 증거가 발견되었다고 주장했다.
1821년에 알레시 부봐르가 해왕성의 이웃 행성, 천왕성의 궤도에 대한 천문표를 출판했다. 그런데 이후의 관측에서 천문표와 어긋나는 결과가 상당량 발견되었으며, 부봐르는 미지의 물체가 중력적 상호 작용을 통해 천왕성의 궤도에 섭동을 일으킨다는 가설을 세웠다. 1843년에는 존 쿠치 애덤스가 천왕성의 운동에 영향을 미치는, 가상의 여덟 번째 행성의 궤도를 계산했다. 애덤스는 자신의 계산 결과를 왕실천문관 조지 에어리 경에게 보냈는데, 에어리는 애덤스에게 해명을 더 요구했다. 애덤스는 답신의 초고를 쓰기 시작했지만 보내지는 않았으며, 이후 천왕성 문제를 적극적으로 다루지 않았다.

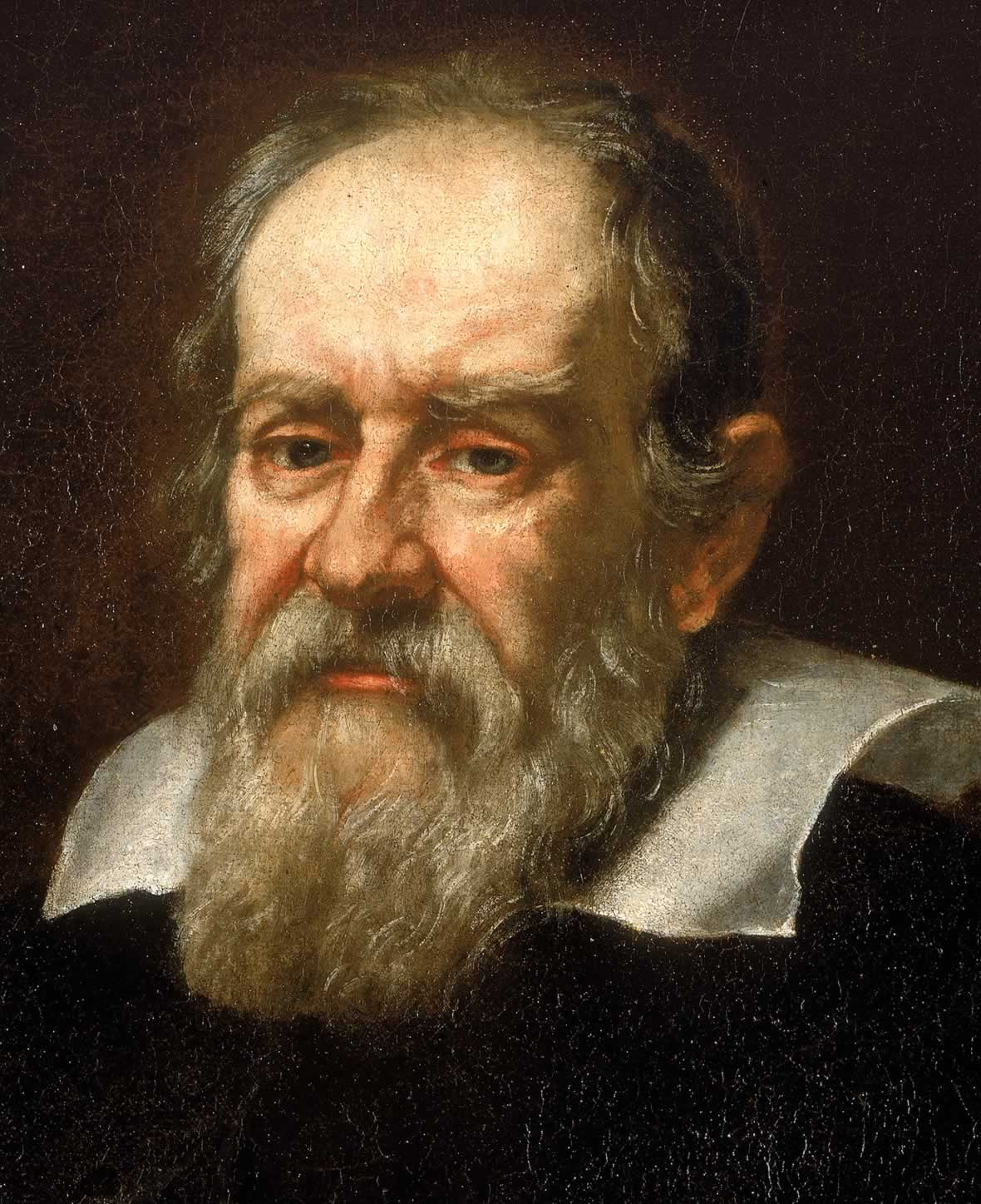
갈릴레오 갈릴레이

애덤스와는 별도로 1845년과 1846년에는 위르뱅 르베리에가 독자적으로 계산을 수행했지만, 역시 동료들에게서 큰 반응을 얻지 못했다. 그러나 6월이 되어 르베리에가 행성의 황경에 대한 계산을 출판했고, 그것을 본 에어리는 애덤스의 계산과 유사점을 발견했다. 에어리는 행성을 찾아보자고 케임브리지 천문대장 제임스 챌리스를 설득했다. 하지만 챌리스가 8월과 9월 내내 하늘을 훑고 다녔는데도 별 소득이 없었다.

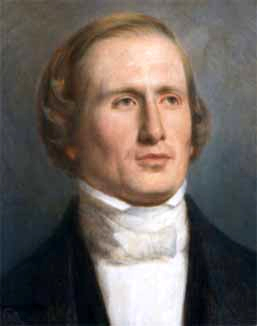
위르뱅 르베리에

그 사이 르베리에는 서한으로 베를린 천문대의 천문학자 요한 고트프리트 갈레를 재촉했다. 당시 베를린 천문대 연구생이었던 하인리히 다레스트는 르베리에가 예측한 지점 근처를 그린 최근의 성도와 현재 하늘을 비교해서 붙박이별과 구별되는 행성의 시운동적 특징을 찾을 수 있다고 갈레에게 건의했다. 르베리에의 편지가 도착한 1846년 9월 23일 바로 그날 저녁, 해왕성은 르베리에가 예측한 지점에서 1° 어긋난 지점, 애덤스가 예측한 지점에서 12° 어긋난 지점에서 발견되었다. 이후 챌리스는 자기가 8월에 행성을 두 번이나 봤지만 무심결에 지나쳐 버렸었다는 사실을 뒤늦게 깨달았지만 자기 발견을 증명하는 데 실패했다.
행성이 발견되자, 누가 먼저 발견했느냐, 누구에게 공로를 돌리느냐를 두고 프랑스와 영국 사이에 민족주의적 경쟁이 일어났다. 결국 르베리에와 애덤스 둘 다에게 공로가 있다는 국제적 총의가 형성되었다. 하지만 1998년에 미국의 천문학자 올린 에겐이 훔쳐 칠레로 도망갔던, 〈해왕성 문서〉("Neptune papers"; 왕립 그리니치 천문대의 역사적 문서)가 재발견되면서 역사가들이 이 문제를 다시 다루게 된다. 문서를 검토한 뒤, 일부 역사가들은 애덤스는 르베리에와 동등하게 대접받을 자격이 없다고 주장했다. 데니스 롤린스는 1966년부터 애덤스가 공동발견의 권리를 주장할 자격이 있는지에 대해 질문을 던져 왔다. 1992년, 저널 《디오》(Dio)에서 롤린스는 영국이 공로를 "훔쳐갔다"고 간주했다. "애덤스가 계산을 좀 하긴 했지만, 그는 해왕성이 정확히 어디 있는지의 문제에는 확신이 없었다." 〈행성 도난 사건: 영국인들이 해왕성을 훔쳤다!〉논문을 쓴 유니버시티 칼리지 런던의 니콜라스 콜러스트롬의 말이다.

### 명명
해왕성이 발견되고 얼마 되지 않았을 때는 해왕성을 그냥 "천왕성 바깥 행성"이나 "르베리에의 행성"이라고 불렀다. 처음으로 이름을 제안한 사람은 갈레였는데, 그는 ‘야누스’('Janus')라는 이름을 제안했다. 한편, 잉글랜드에서는 챌리스가 ‘오케아노스’(Oceanus)라는 이름을 제출했다.
르베리에는 재빨리 자기 발견물을 자기가 명명할 권리를 내세우며 ‘넵튠’(Neptune)이라는 이름이 프랑스 경도국에서 인증받은 이름이라고 거짓 주장을 했다. 그런데 10월이 되자 그는 행성을 자기 이름을 따서 ‘르베리에’(Le Verrier)라고 명명하려고 했으며, 천문대장 프랑수아 아라고의 지지까지 확보한 상태였다. 그러나 이 시도는 프랑스 외부에서 강한 반발에 부딪혔다. 프랑스의 책력들은 급히 천왕성을 그 발견자 허셜 경의 이름을 따 ‘허셜’(Herschel)이라고 표기하기 시작했으며, 새로 발견된 행성도 덩달아 ‘르베리에’라고 표기했다. 1846년 12월 29일에 스트루베가 상트 페테르부르크 과학 아카데미에서 ‘넵튠’을 지지한다고 밝혔고, 곧 ‘넵튠’이라는 이름이 국제적으로 인정받게 되었다. 로마 신화에서 넵투누스는 바다의 신으로, 그리스 신화의 포세이돈에 대응되는 신이다.
오늘날 대부분의 언어들은 이 행성을 ‘넵튠’이라고 부르고 있으며, 그리스 로마 신화와 직접적 관련이 없는 나라들도 ‘넵튠’이 변형된 이름을 사용한다. 예외는 한자 문화권으로, 일본어, 중국어, 한국어, 베트남어는 바다의 신인 넵투누스의 역할을 의역하여 바다의 왕이라는 뜻에서 ‘해왕성’(海王星)이라고 부른다.

### 현재
1840년대에 발견되고부터 1930년대까지 해왕성은 태양계 최외곽 행성이었다. 1930년에 명왕성이 발견됨으로써 해왕성은, 1979년부터 1999년까지 명왕성이 해왕성 궤도 안으로 들어오는 20년 주기를 제외하고는 뒤에서 두 번째 행성이 되었다. 그러나, 1992년에 카이퍼 대가 발견되자 많은 천문학자들은 명왕성이 행성인지 카이퍼 대의 큰 천체에 불과한지에 대해 논쟁을 벌이기 시작했다. 2006년, 국제천문연맹은 마침내 "행성"이라는 말의 의미를 최초로 정의했으며, 명왕성은 "왜행성"으로 재분류되었다. 고로 해왕성은 다시 태양계 최외곽 행성이 되었다.

## 조성과 구조

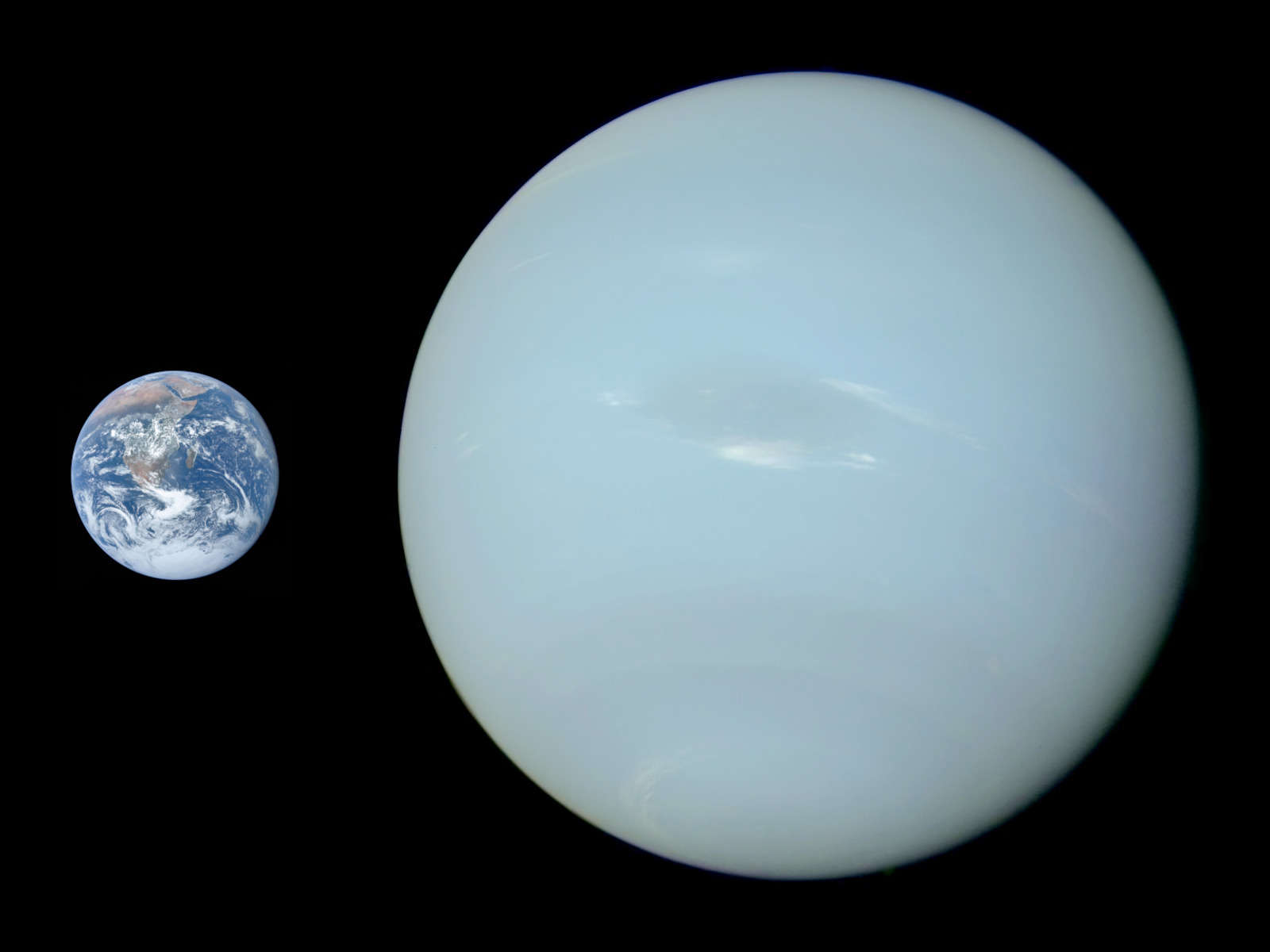
해왕성과 지구의 크기 비교.

해왕성의 질량은 1.0243×1026 kg으로, 지구와 거대 기체 행성 사이의 중간 정도이다. 질량이 지구의 17배이지만 목성의 1/19에 불과하다.
해왕성의 적도 반지름은 24,764km로 지구의 거의 4배이다. 해왕성과 천왕성은 질량이 지구와 목성 중간 정도인데다 물, 암모니아 등의 휘발성 물질이 내부 구성 물질 중 차지하는 비중이 높기 때문에, 목성이나 토성과 같은 거대 가스 행성과 구별하여 거대 얼음 행성으로 부르기도 한다. 이런 이유에서 외계 행성 탐사에 있어 목성과 비슷한 질량 또는 그 이상을 '목성족(族)'으로 부르는 것처럼 질량이 해왕성과 비슷한 천체들을 '해왕성족'으로 부르고 있다.

### 구조
해왕성의 내부 구조는 천왕성과 유사하다. 전체 질량의 5 ~ 10%, 표층에서 핵까지 부피의 10 ~ 20%를 대기가 차지하며, 대기압은 약 10 GPa이다. 대기의 하층부에서는 메테인, 암모니아, 물이 응축되는 것이 발견되었다.

해왕성의 내부 구조
1. 해왕성의 상층부를 덮고 있는 대기
2. 수소, 헬륨, 그리고 메테인 가스를 포함하는 대기
3. 물, 암모니아, 그리고 메테인 얼음을 포함하는 맨틀
4. 돌과 얼음을 포함하는 핵

이 어둡고 뜨거운 영역은 점차로 온도 2,000 K ~ 5,000 K의 초열 상태의 액체 맨틀로 응축된다. 해왕성의 맨틀은 질량이 10 ~ 15 지구질량이며 물과 암모니아, 메테인이 풍부하다. 이 혼합물은 고온고압의 유체지만 통상적인 행성과학에서 "얼음"이라고 불린다. 전기 전도성이 높은 이 유체는 암모니아수의 바다(water-ammonia ocean)라고 불리기도 한다. 해왕성 내부 7,000 km 깊이는 메테인이 분해된 뒤 탄소가 다이아몬드 결정이 되어 핵으로 가라앉는 환경일 가능성도 있다.
해왕성의 핵은 철분, 니켈, 규산염으로 이루어져 있으며, 내부 모형에서는 지구 질량의 1.2배를 차지한다. 해왕성 중심에서는 기압이 지구 표면 대기압의 백만 배인 7 Mbar (700 GPa), 온도는 5,400 K에 달한다.

### 대기
높은 고도에서 해왕성 대기는 80%가 수소, 19%가 헬륨이다. 극미량의 메테인도 존재하는데, 스펙트럼 상에서 붉은색과 적외선의 영역인 600 nm 파장에서 메테인의 흡수선이 나타난다. 천왕성과 마찬가지로 해왕성도 대기중의 메테인이 붉은 빛을 흡수, 푸른 빛을 띠게 만든다. 하지만 해왕성의 깔끔한 담청색은 천왕성의 탁한 청록색과는 차이가 있다. 해왕성의 대기 중에 존재하는 메테인 성분은 천왕성과 비슷하지만, 메테인에 더해 어떤 미지의 성분이 해왕성의 색깔을 만들어낸다고 추측된다.
해왕성의 대기는 고도가 높아짐에 따라 온도가 낮아지는 아래쪽의 대류권과 고도가 높아짐에 따라 온도가 높아지는 성층권, 두 부분으로 다시 나뉜다. 둘 사이의 경계인 권계면에서는 기압이 대략 0.1 바 (10 kPa)인 곳에서 나타난다. 성층권은 기압이 10−5 ~ 10−4 마이크로바 (1 ~ 10 Pa) 이하인 곳에서 열권과 나뉜다. 열권은 점차 외기권으로 넘어간다.

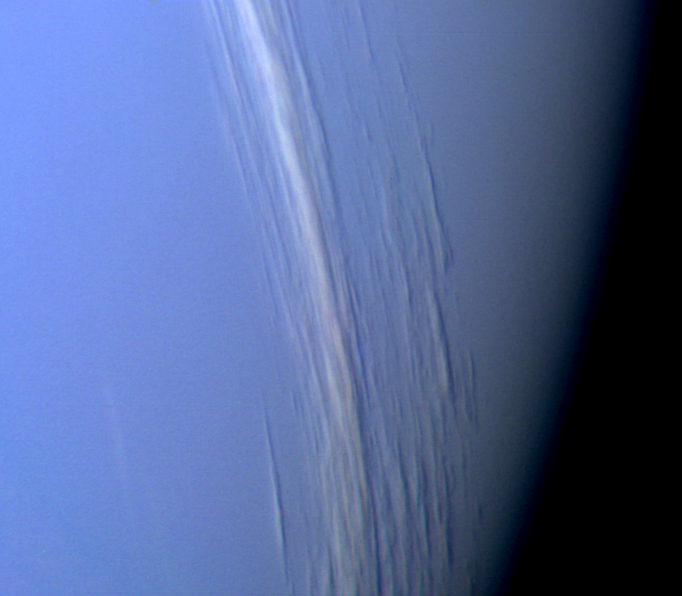
고고도의 구름띠가 그 아래의 구름 마루에 그림자를 드리우고 있다.

해왕성의 대류권은 고도에 따라 다양한 구성 성분을 나타내는 구름들로 둘러싸여 있는 듯 하다. 상층부의 구름들은 메탄이 응축하기에 적당한 온도를 나타내는 1 바 이하의 압력에서 형성되며, 1 바 ~ 5 바(100 ~ 500 kPa) 정도 압력에서는 암모니아와 황화 수소의 구름이 형성되는 것으로 추측된다. 5 바 이상의 압력에서는 암모니아, 황화 암모늄, 황화 수소, 물로 이루어진 구름이 만들어진다. 더 깊은 곳에 존재하는 수빙질의 구름은 온도가 0 °C에 도달하는 약 50 바(5.0 MPa)의 압력에서 형성되는 것으로 보인다. 한편, 밑바닥에서는 암모니아와 황화 수소의 구름이 발견될 가능성이 존재한다.
해왕성의 고고도 구름이 아래쪽의 불투명한 구름 마루에 그림자를 드리우는 것이 관측된 바도 있다. 또한 일정한 위도에 존재하는 고고도 구름띠도 존재한다. 이 원형의 구름띠들은 너비가 약 50–150 km이며 구름 마루 위 약 50–110 km 상공에 위치하고 있다.
해왕성의 스펙트럼은 그 하부 성층권이 메테인의 자외선 광분해의 결과물, 즉 에테인·아세틸렌 등의 응축물 때문에 흐린 상태라는 것을 암시하고 있다. 또한 성층권에는 극소량의 일산화 탄소와 시안화 수소가 포함되어 있는 것 같다. 해왕성의 성층권은 고농도의 탄화수소 때문에 해왕성의 성층권보다 기온이 높다.
해왕성의 열권은 약 750 K이라는 이례적인 고온을 나타내는데, 그 이유는 아직 완전히 밝혀지지 않았다. 해왕성은 태양의 열을 받기에는 너무 멀기 때문에 이 열은 자외선 복사 에너지때문에 만들어지는 것으로 보인다. 해왕성 대기가 가열되는 메커니즘의 가설 중 하나로 자기권 내의 이온들이 상호작용한다는 것이 있다. 다른 가설로는 해왕성 내부에서 발생하는 충격파가 대기권에서 열을 방산한다는 것이 있다. 열권은 극소량의 이산화 탄소와 물을 포함하고 있는데, 이것들은 운석과 먼지 등의 외부 물질 때문에 해왕성 내에 쌓이게 된 것으로 보인다.

### 자기권
해왕성은 그 자기권도 천왕성과 비슷하다. 해왕성의 자기장은 자전축에 47° 기울어져 있으며, 반지름의 0.55배 지점에서부터 행성의 물리적 중심에서 약 13500 km 떨어진 곳까지 갈라져 나온다. 보이저 2호가 해왕성에 도착하기 전에는 천왕성의 기울어진 자기권이 옆으로 비스듬한 천왕성 고유의 자전 모양 때문이라는 가설도 세워졌었다. 그러나 두 행성의 자기장을 비교한 결과, 현재 과학자들은 자기장의 극단적인 방향이 행성 내부의 유동을 나타낸다고 생각하고 있다. 이 장은 전기 전도성 액체(암모니아, 메테인, 물의 화합물로 추측)로 이루어진 얇은 구형 층 속에서 대류하는 유체의 움직임, 즉 다이너모 때문에 만들어지는 듯하다.
해왕성의 자기 적도에서 자기장의 쌍극자 성분은 약 14 마이크로테슬라(0.14G)이다. 해왕성의 쌍극자 자기 모멘트는 약 2.2 × 1017 T·m3 (14 μT·RN3, 여기서 RN은 해왕성의 반지름)이다. 해왕성의 자기장은 쌍극자 모멘트의 강도를 넘는 강한 사중극자 모멘트를 포함하여 비 쌍극자 구성요소의 상대적으로 큰 기여를 포함하는 복잡한 기하학을 가지고 있다. 반면 지구, 목성, 토성은 사중극자 모멘트가 상대적으로 작으며 극축에서 장이 덜 기울어져 있다. 해왕성의 큰 사중극자 모멘트는 행성의 중심으로부터의 오프셋과 필드의 발전기의 기하학적 제약의 결과일 수 있다.
해왕성의 뱃머리 충격파는 해왕성의 반경 34.9배 지점에서 발생한다. 자기권이 태양풍을 상쇄하는 자기권계면은 행성의 반경 23 ~ 26.5배 지점에 있다. 자기권의 말단은 해왕성의 반지름의 최소 72배 지점까지 펼쳐져 있으며, 더 멀리까지 퍼져 있을 가능성이 높다.

## 기후
해왕성과 천왕성의 차이 중 하나는 기상 활동이다. 보이저 2호가 1986년 천왕성을 스쳐 지나갔을 때 천왕성은 시각적으로 매우 고요해 보였다. 반대로 1989년 보이저 2호가 해왕성 지나가면서 행성의 영상을 담았는데, 천왕성과는 달리 기상 현상이 발생하는 증거들을 포착할 수 있었다.

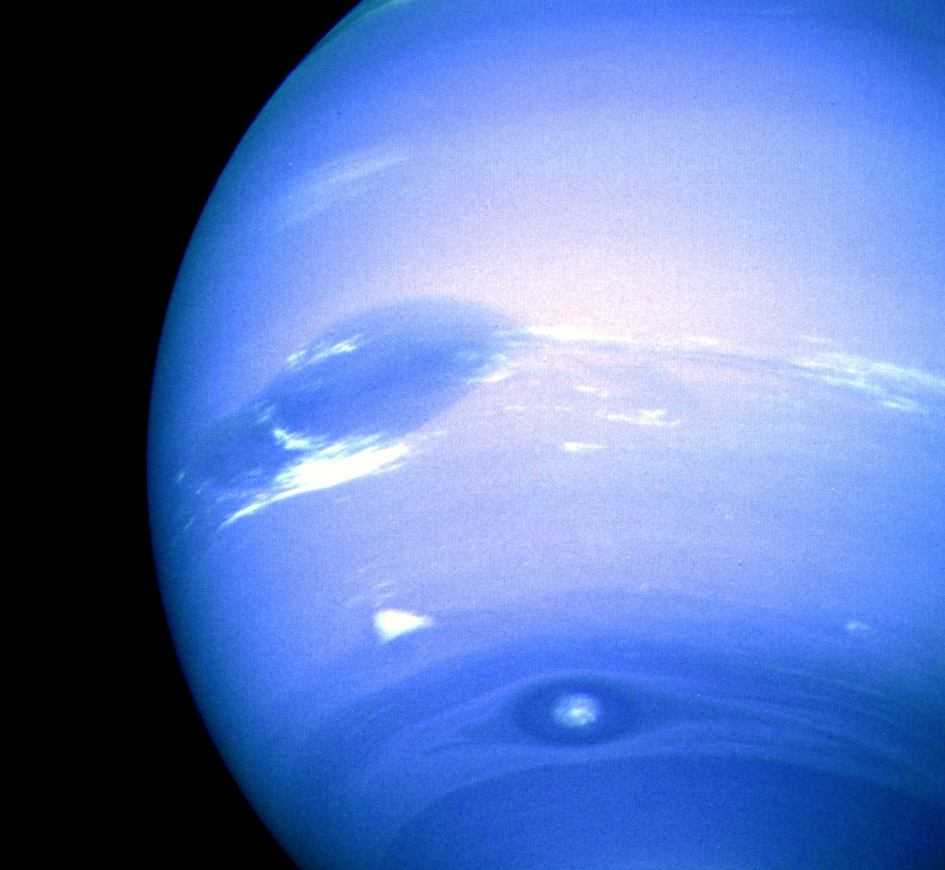
해왕성 표면의 기상 현상들. 대흑점(위쪽)과 스쿠터(중간의 흰 구름), 소흑점(아래)이 보인다.

해왕성의 날씨 중 특이한 점이라면 엄청나게 빠른 태풍을 들 수 있다. 해왕성의 바람은 초속 600미터에 육박하는 속도로 몰아치는데, 이는 음속의 두 배에 가까운 빠르기이다. 그러나 해왕성의 대기 흐름은 보편적으로는 조금 더 느린데, 해왕성 대기에 항상 떠 있는 구름의 움직임을 분석한 결과 바람은 동쪽 방향으로 초속 20미터 수준에서 서쪽 방향으로 초속 325미터 정도까지 다양했다. 구름 상층부에는 적도 근처의 경우 초속 400미터, 양극 지대의 경우 초속 250미터의 바람이 넓은 영역에 걸쳐 불고 있다. 해왕성 대부분의 바람은 행성이 자전하는 방향과 반대로 움직인다. 바람이 움직이는 보편적 방향은 고위도 지역에서는 자전과 같은 방향이나, 저위도 지역에서는 역방향이다. 이처럼 바람 부는 방향이 반대로 나타나는 이유로 ‘피부 효과’를 들고 있으며, 대기 깊은 곳에서의 대기 과정 때문은 아닌 것으로 보인다. 해왕성 남위 70도의 고속 제트는 초속 300미터 속도로 움직인다.
대기 중 메테인이 풍부하기 때문에 해왕성 적도의 에테인과 아세틸렌 함량은 극지방보다 10~100배 더 높다. 이는 적도에서 대기가 상승하고 반대로 극지역에서 하강하는 것의 결과로 해석된다.
2007년 해왕성의 남극 상층 대기가 다른 지역보다 섭씨 10도 더 따뜻한 것으로 밝혀졌다(구체적 온도는 섭씨 영하 200도 정도이다). 이와 같은 온도 차이 때문에 메테인 기체(해왕성 대기 상층부에 얼어 있다)가 남극으로부터 우주로 탈출하게 된다. 이러한 상대적 ‘열점’은 해왕성의 자전축이 기울어져 있기 때문인데, 해왕성의 1년 중 마지막 4/4분기(지구 시간으로 약 40년이다)에 태양을 향해 남극이 기울어져 있기 때문이다. 같은 이유로 남반부 대신 북반부가 태양을 향해 기울어지면서 메테인 방출 현상은 북반부로 그 자리를 옮기게 된다.

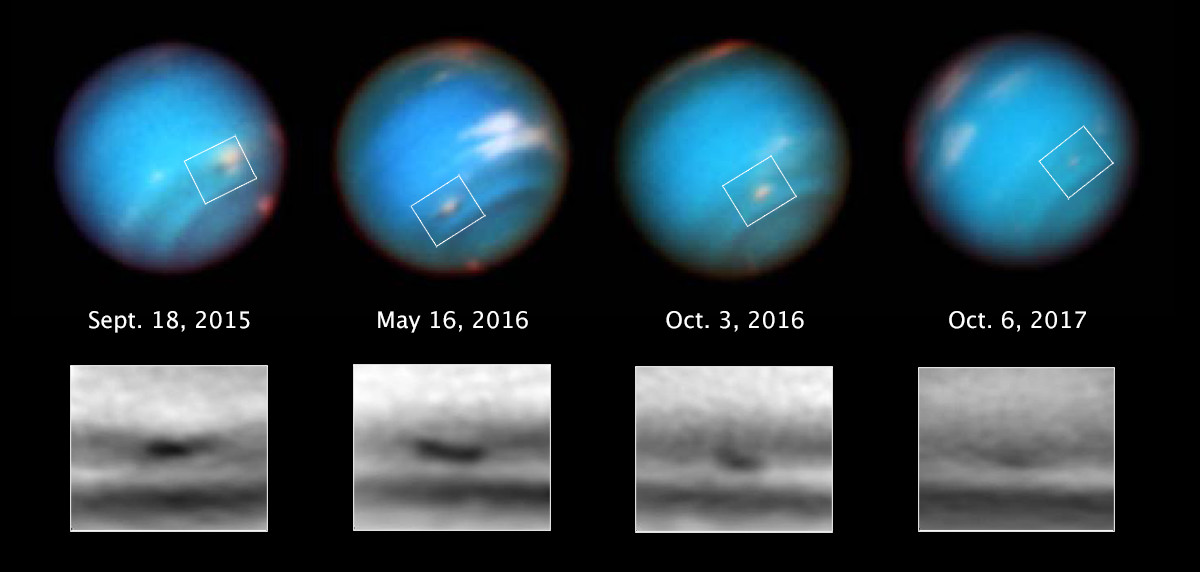
해왕성의 수축 소용돌이

계절의 변화 때문에 해왕성 남반구의 구름 띠들은 그 규모 및 반사율이 늘어나는 모습이 관측되어 왔다. 이 추세는 1980년부터 시작되었으며 2020년까지는 계속 관측될 것으로 보인다. 해왕성은 태양으로부터 매우 멀리 떨어져 있기 때문에 계절 하나의 길이가 40년은 된다.

### 폭풍

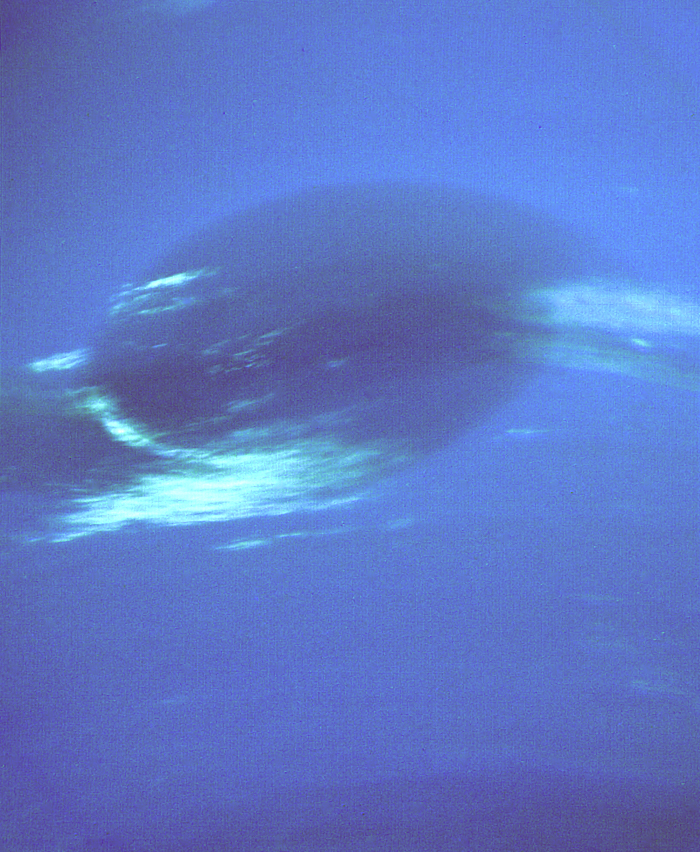
대흑점. 보이저 2호 촬영.

1989년, 미국 항공우주국의 보이저 2호 우주선이 해왕성에서 지름 13000×6600 km의 고기압성 폭풍 구조인 대흑점(The Great Dark Spot)을 발견했다. 이 폭풍은 목성의 대적점과 닮았다. 그러나 5년 뒤인 1994년 11월 2일에 허블 우주 망원경이 해왕성을 관측했을 때는 대흑점이 보이지 않았다. 대신 대흑점과 비슷한 새 폭풍이 해왕성 북반구에서 발견되었다.
대흑점에서 훨씬 남쪽으로 내려간 곳에는 흰색 구름 뭉치로 이루어진 다른 폭풍, 스쿠터(Scooter)가 있다. 스쿠터라는 이름은 보이저 2호가 이것을 발견했을 당시 대흑점보다 빠르게 움직였기 때문에 붙은 것이다. 소흑점(The Small Dark Spot)은 남반구의 저기압성 폭풍으로, 1989년 조우 당시 두 번째로 강력했던 폭풍이다. 소흑점은 처음에는 시커먼 색깔이었지만, 보이저가 해왕성에 접근함에 따라 중심 부분이 밝게 변했고, 대부분의 고해상도 사진에서 이 점을 확인할 수 있다.
해왕성의 대류권 내에서 흑점 폭풍들은 밝은 구름들보다 낮은 고도에서 일어나는 것으로 보이며, 그 때문에 구름 상층부에 난 구멍처럼 보이는 것 같다. 몇 달 동안 형태가 유지되는 안정된 구조라는 점에서, 소용돌이 구조로 이루어진 것으로 추측된다. 흑점들이 대류권 계면층 근처에서 생성되는 밝은 잔류성 메테인 구름과 합쳐질 때도 있는데, 이렇게 만들어진 동반 구름의 존속은 전에는 흑점이었던 것이 검은색을 띠지 않는 사이클론의 형태로 변해 남아 있을 수 있다는 것을 시사한다. 흑점들은 적도 쪽으로 너무 가까이 이동했거나 그 외의 다른 미지의 메커니즘에 의해 흩어져 없어지는 것 같다.

### 내부열
천왕성과 비교했을 때, 해왕성이 보다 활동적인 기상 현상을 나타내는 것은 해왕성의 내부열이 더 높은 것에 일부 원인이 있는 것으로 보인다. 해왕성과 태양 사이의 거리는 천왕성과 태양 사이의 거리보다 50% 더 멀고, 해왕성은 천왕성이 받는 태양광의 40%밖에 받지 못하지만, 두 행성의 표면 온도는 대략 같다. 해왕성의 대류권의 상층부는 −221.4 °C (51.7 K)의 저온이고, 기압이 1 bar (100 kPa) 정도 되는 깊이에서는 온도가 −201.15 °C (72.0 K)이다. 하지만 가스층 깊이 들어갈수록 온도는 일정하게 증가한다. 천왕성과 마찬가지로 이 열의 원인은 알려지지 않았으나, 해왕성의 것이 더 크다. 천왕성이 태양에서 받는 에너지의 1.1배만 방출하는데 비해, 해왕성은 태양에게서 받는 에너지의 2.61배를 방출한다. 해왕성은 태양에서 가장 멀리 떨어져 있는 행성이지만 태양계에서 가장 강력한 바람을 유지할 수 있는 내부 에너지를 가지고 있다. 이 현상을 설명하기 위한 여러 가지 합리적인 해석들이 제안되었는데, 그 중에는 행성의 핵에서 일어나는 방사능 붕괴로 인한 붕괴열이라는 설부터, 고압에서 메테인이 수소, 다이아몬드, 탄화수소로 전환되고 수소와 다이아몬드가 각각 떠오르고 가라앉으며 중력 위치 에너지를 내놓는다는 설, 하층 대기에서 일어난 대류가 중량파를 만들어 대류권 계면을 교란하기 때문이라는 설 등이 있다.

## 공전과 자전

해왕성(빨간색 호)은 지구를 164.79번 공전할 때마다 태양(중앙) 주위를 한 바퀴 돈다. 하늘색 물체는 천왕성을 나타낸다.

해왕성과 태양의 평균 거리는 45억 5천만 킬로미터로 30.1천문단위이다. 해왕성이 태양을 1회 도는 데 걸리는 시간은 164.79년이다. 해왕성은 2011년 7월 12일이면 1846년 처음 발견되었던 그 자리로 되돌아오게 된다. 그러나 이 때의 지구 하늘에서 해왕성 위치는 1846년의 그 자리는 아닌데, 그 이유는 당시의 지구 위치와 2011년 7월 12일의 지구 위치는 다르기 때문이다.
해왕성의 궤도경사각은 지구에 대해 1.77도 기울어져 있다. 해왕성의 궤도 이심률은 0.011로, 태양에서 가장 가까울 때와 멀어질 때의 거리 차이는 1억 1백만 킬로미터로 거의 원에 가깝다.
해왕성의 자전축 기울기는 28.32도로 지구의 23도, 화성의 25도와 비슷하다. 그 결과 지구, 화성처럼 해왕성은 1회 공전주기에 걸쳐 계절의 변화가 나타난다. 그러나 해왕성의 공전 주기는 매우 길기 때문에 계절은 지구 시간으로 40년씩 지속된다. 해왕성의 자전 주기는 약 16.11 시간이다. 자전축 기울기가 지구와 비슷하기 때문에 해왕성의 낮 길이는 해왕성의 1 공전 주기에 걸쳐 극심한 변화를 보이지는 않는다.
해왕성의 표면은 딱딱한 고체가 아니기 때문에 자전 속도는 해왕성의 위도에 따라 다르다. 적도 일대의 자전 주기는 18시간 정도로 이는 행성의 자기장 자전 주기 16.1시간보다 느리다. 반대로 양극 지대의 자전 주기는 12시간 정도로 매우 빠르다. 해왕성은 가스 행성들 중 적도와 극의 자전 속도 차이가 가장 많이 난다. 위도 방향으로 강력한 바람이 부는 원인이 된다.

### 궤도 공명

해왕성이 카이퍼 대에 일으키는 궤도 공명을 나타낸 도해. 왼쪽에서 오른쪽으로: 2:3 명왕성족, 색칠된 부분 큐비원족, 1:2 공명 해왕성 바깥 천체.

해왕성 궤도 너머 카이퍼 대는 해왕성에 의해 심한 충격을 받는다. 카이퍼 대는 작은 얼음 천체들로 이루어진 원반형의 영역으로, 소행성대와 비슷하지만 태양으로부터 거리 30AU ~ 55AU에 걸쳐 있는, 훨씬 멀고 넓은 영역이다. 목성의 중력이 소행성대를 지배하면서 그 구조를 형성하는 것과 같이 해왕성의 중력은 카이퍼 대를 지배한다. 태양계의 나이만큼 오랜 시간 동안 카이퍼 대의 특정 지역들이 해왕성의 중력 때문에 불안정해졌고, 카이퍼 대 구조 안에 틈을 만들어냈다. 40AU ~ 42AU 거리 영역이 그 예이다.
그런데 이 빈 공간에 궤도가 존재하는 천체들은 태양계의 나이만큼 오랜 시간동안 살아남을 수 있다. 해왕성의 공전 주기와 그 천체의 공전 주기가 1:2나 3:4와 같은 특정한 비를 이루면 궤도 공명이 일어나는 것이다. 즉, 해왕성이 태양을 두 바퀴 공전할 때 문제의 천체가 태양을 한 바퀴 공전한다면, 해왕성이 원래의 자리로 돌아올 때까지 천체는 자기 궤도의 절반만 지나가게 된다. 이런 천체들이 200개 이상 발견된 카이퍼 대는 가장 많은 공명 천체들이 발견된 곳이며, 이곳의 공명 천체들은 2:3으로 공명, 즉 해왕성이 3번 공전할 동안 2번 공전하며, 명왕성족도 이에 포함된다. 때문에 명왕성이 해왕성의 궤도를 주기적으로 가로지르지만, 둘이 충돌하는 일은 절대 일어나지 않는다. 한편, 3:4, 3:5, 4:7, 2:5 공명 천체는 다소 수가 적은 편이다.
해왕성은 많은 수의 트로이군 천체들을 지배하고 있는데, 이것들은 태양과 해왕성의 L4라그랑주점에 분포한다. 해왕성 트로이족들은 해왕성과 1:1로 공명하며, 궤도상에서 희한할 정도로 안정되어 있다. 또한, 이들은 해왕성에게 붙잡힌 것이 아니라 해왕성과 함께 만들어진 것으로 보인다. 그런 한편, 해왕성의 L5라그랑주점과 관계성이 있는 천체가 확인된 바로는 2008 LC18이 최초이자 현재까지 유일하다.

## 해왕성의 형성과 행성 이동

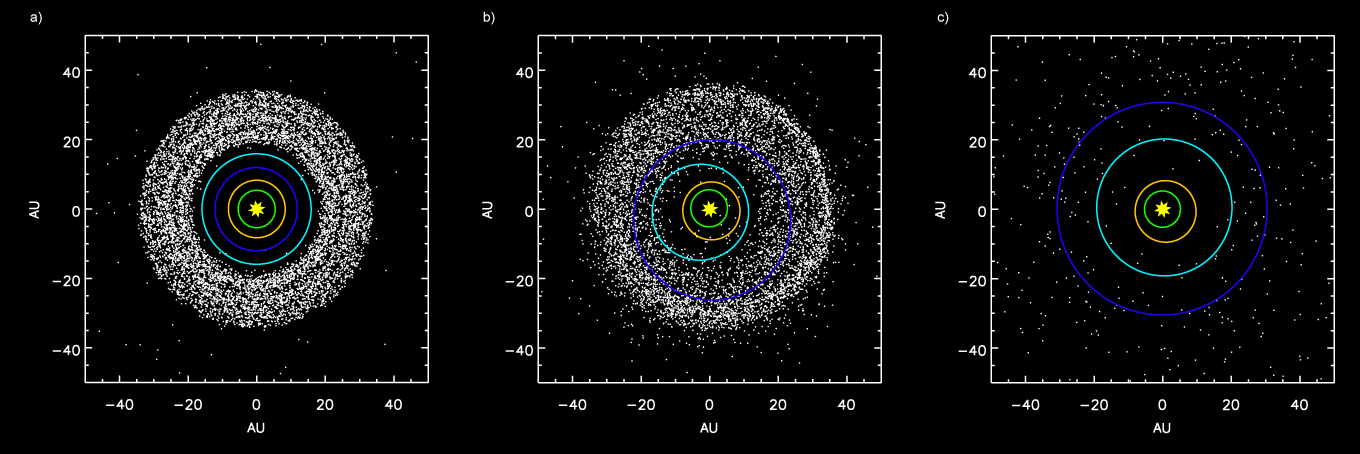
외행성과 카이퍼 대 시뮬레이션:
a) 목성, 토성의 2:1 궤도 공명 이전.
b) 해왕성의 궤도가 이동함으로써 카이퍼 대가 산란된다.
c) 목성이 카이퍼 대 천체들을 태양계 외곽으로 던져버린다.

해왕성이나 천왕성 같은 거대 얼음 행성의 형성 과정은 정확한 모델을 만들기 어렵다. 현재 모델에서, 태양계 외곽부 위치의 태양 성운의 밀도가 너무 낮아 전통적으로 받아들여진 핵 강착 이론으로는 거대 천체를 형성한 원인을 설명할 수 없다. 그리고 이들의 형성을 설명하기 위한 여러 가지 가설들이 제시되었다. 그 중 하나로 거대 얼음 행성들은 핵 강착으로 만들어진 것이 아니며, 원시 행성계 원반 내에서 불안정하게 형성된 뒤 근처의 크고 무거운 OB형 항성의 복사 에너지가 그 대기를 날려버렸다는 가설이 있다.
또다른 가설은 거대 얼음 행성들이 태양 가까이, 밀도가 높은 곳에서 형성되었고, 가스체의 원시 행성계 원반이 사라지고 나서 현재의 궤도로 이동했다는 것이다. 현재 이 "형성 후 이동" 이론이 우위에 있는데, 그 이유는 이 이론을 따르면 해왕성 너머 지역에 있는 소천체들을 점유하는 현상을 설명하기 쉽기 때문이다. 현재 이 가설의 세부에 대한 설명 중에서 가장 널리 인정되고 있는 것은 니스 모형으로, 해왕성을 비롯한 거대 행성들이 이동하면서 카이퍼 대의 구조에 미치는 영향을 탐구한다.

## 위성
탐험 일시의 연표를 보려면 태양계의 행성과 위성 탐사 연표를 참조하시오.

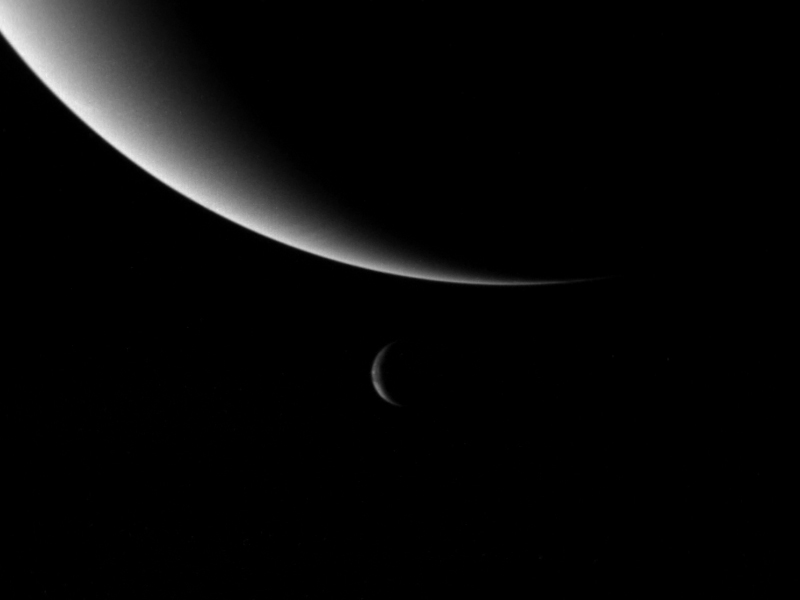
해왕성(위)과 트리톤.

해왕성의 위성들은 지금까지 14개가 발견되었다. 제1위성 트리톤은 14개 위성들 중 압도적으로 크고 무거워, 해왕성 주위를 공전하는 천체들의 질량 중 99.5% 이상을 차지하며, 회전구면체 형태를 유지할 수 있을 만큼 질량이 큰 유일한 해왕성 위성이다. 트리톤은 해왕성이 발견되고 불과 17일 뒤에 윌리엄 라셀이 발견했다. 태양계의 다른 거대 위성들과 달리 트리톤은 역행 궤도를 따라 공전하는데, 이것은 트리톤이 해왕성과 함께 생성된 것이 아니라 해왕성의 중력에 포획되었다는 것을 뜻한다. 트리톤은 아마 카이퍼 대의 왜행성이었을 것이다. 또한 트리톤은 동주기 자전을 할 정도로 해왕성에 가까이 있는데, 조수 가속 때문에 천천히 나선형을 그리며 가라앉고 있다. 3억 6천만 년 뒤쯤이면 로슈 한계에 다다른 트리톤은 결국 갈기갈기 찢어지고 말 것이다. 트리톤은 지금까지 온도가 측정된 태양계 천체 중 가장 차가운 천체 중 하나로, 온도의 측정값은 −235 °C (38 K)이다.

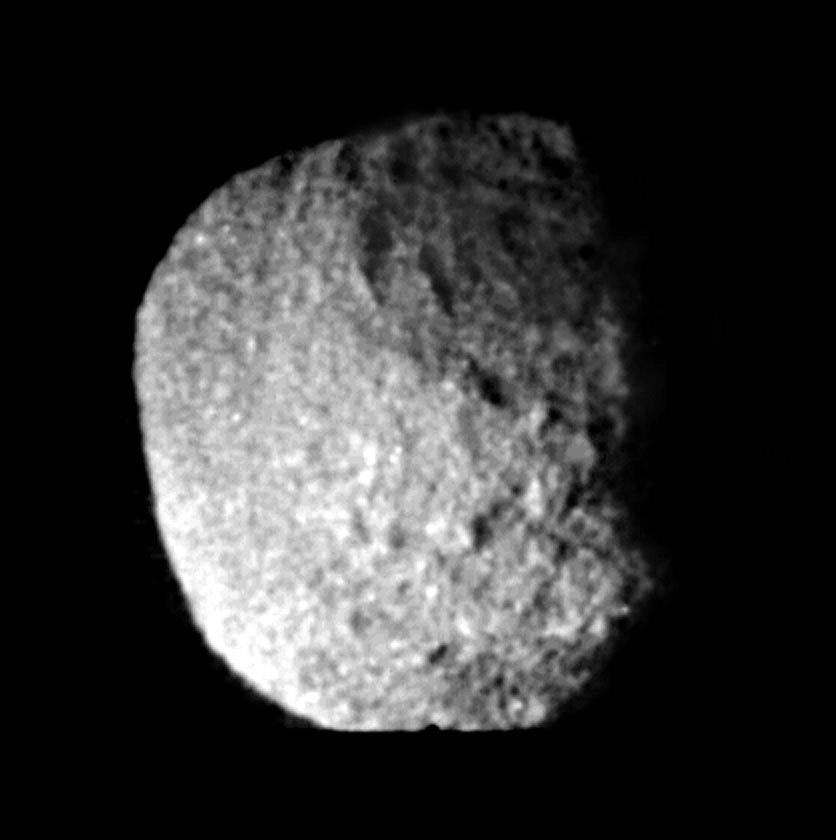
프로테우스.

두 번째로 발견된 해왕성 위성은 불규칙하게 생긴 네레이드로, 태양계의 위성들 중 궤도의 이심률이 가장 큰 천체 중 하나이다. 이심률이 0.7512 정도로, 해왕성으로부터 네레이드의 궤도 최원점까지의 거리는 네레이드의 근점까지의 거리의 7배나 된다.
1989년 7월부터 9월까지 보이저 2호는 해왕성의 위성을 6개 더 발견했다. 이 중 질량이 두 번째로 큰 프로테우스는 태양계의 불규칙 위성들 중에서 질량이 가장 커, 자체 질량으로 구형을 유지할 수 있는 한계의 바로 아래에 있는 것으로 보인다. 프로테우스가 해왕성의 위성들 중에서 질량이 둘째 간다고는 하지만 그 질량은 트리톤의 겨우 4분의 1밖에 되지 않는다. 해왕성에 가장 가까이 있는 네 위성 나이아드, 탈라사, 데스피나, 갈라테아는 해왕성의 고리에 거의 근접할 정도로 가까이서 해왕성을 공전한다. 이 네 위성의 바깥쪽에 있는 라리사는 1981년에 별을 엄폐하며 발견되었다. 이 엄폐 현상은 해왕성 고리의 아크 구조 때문으로 생각되었지만, 보이저 2호가 1989년에 해왕성을 탐사한 결과, 위성 때문에 일어난 현상으로 밝혀졌다. 2002년 ~ 2003년 동안 5개의 불규칙 위성이 더 발견되어 2004년에 발표되었다. 해왕성의 이름이 로마 신화의 해양신 넵투누스에서 유래했기 때문에, 해왕성의 위성들의 이름은 하위 해신들의 이름을 따서 명명되었다.

### 행성 고리

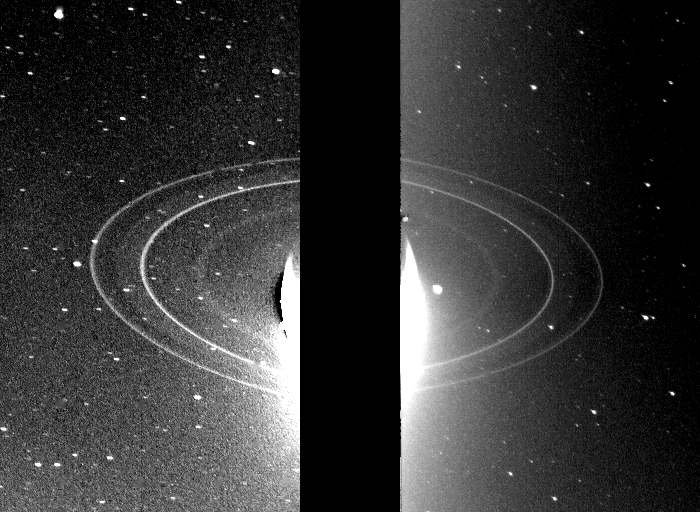
해왕성의 고리. 보이저 2호 촬영.

해왕성에는 행성 고리 구조가 있는데, 토성의 고리보다는 훨씬 미약하다. 고리의 구성 성분은 규산염이나 탄화물이 낀 얼음 조각으로 보이며, 이 때문에 고리가 붉은 빛을 띠는 것 같다. 해왕성 중심부에서 63,000 km 위에 있는 좁은 애덤스 고리, 53,000 km 위에 있는 르베리에 고리, 그리고 42,000 km 위에 있는 넓고 희미한 갈레 고리가 주 고리다. 르베리에 고리 바깥쪽으로 퍼져 있는 희미한 영역은 러셀 고리라고 하며, 중심부에서 57,000 km 위에 있는 아라고 고리가 러셀 고리의 바깥쪽 한계이다.
이 고리 구조는 1968년에 에드워드 기넌 팀이 최초로 발견했으나, 이후 고리가 불완전할 수 있다고 생각되었다. 1984년 항성 엄폐 당시 해왕성이 항성을 가리자 별빛이 깜박거리는 현상이 목격되었고, 이것은 고리에 간극이 있다는 증거로 떠올랐다. 1989년에 보이저 2호가 촬영한 사진은 수 개의 희미한 고리 구조를 보여 줌으로써 이 문제는 해결되었다. 해왕성의 고리들은 매우 비정상적인 구조를 하고 있는데, 그 이유는 아직 확실하게 밝혀지지는 않았지만 고리 주위에 있는 작은 위성들의 중력적 상호 작용 때문으로 추측된다.
가장 바깥쪽에 있는 애덤스 고리에는 다섯 개의 뚜렷한 아크 구조가 보이는데, 각각 ‘커리지’(Courage; 용기), ‘리베흐테’(Liberté; 자유), ‘에갈리테 1·2’(Egalité; 평등), ‘프라테르니테’(Fraternité; 박애)라고 이름붙여졌다. 운동 법칙에 따르면 이 아크들은 매우 짧은 시간 안에 고르게 고리로 퍼져나가야 함에도 불구하고 유지되느 까닭은 아직 밝혀지지 않았다. 고리 바로 안쪽에 위치한 위성 갈라테아의 중력적 효과에 의해 입자들이 현재의 위치에 가두어져 아크 구조가 생겼다는 가설이 있다.
2005년에는 지구에서 관측한 결과, 해왕성의 고리들이 이전까지 생각했던 것보다 더 불안정하다는 사실이 드러났다. W. M. 켁 천문대가 2002년과 2003년에 촬영한 사진들은, 보이저 2호가 촬영한 사진과 비교해 보았을 때, 고리에 상당량의 손실이 있었다는 것을 나타내고 있었다. 특히, 애덤스 고리의 리베흐테 아크는 한 세기 안에 사라질 것으로 보인다.

## 해왕성 관측
해왕성은 겉보기 등급 +7.7과 +8.0 사이로, 육안으로는 절대 볼 수 없다. 다만, 단 1번 육안 밝기가 +7.0 이상으로 밝아졌는데 이는 염소자리에서의 별의 접근 때문에 육안으로 보았을 때 빛이 많아져서인 것으로 보인다. 이정도 등급은 목성의 갈릴레이 위성, 왜행성 세레스, 소행성 베스타, 2 팔라스, 이리스, 유노, 헤베보다도 어두운 밝기다. 망원경이나 강력한 쌍안경으로 보아야 겨우 천왕성과 비슷하게 파란 원반 모양으로 보인다.
해왕성과 지구 사이의 엄청난 거리 때문에 해왕성의 각지름은 2.2 ~ 2.4각분밖에 되지 않는데, 태양계의 행성들 중 가장 작은 값이다. 육안으로 보이는 크기가 너무 작아서 해왕성을 육안으로 연구하는 것은 매우 어렵다. 허블 우주 망원경과 적응 제어 광학 기술을 사용한 거대 지상 망원경들이 출현하기 전에는 망원경 관측도 힘들었다.
지상기반 망원경을 사용한 과학적으로 유용했던 해왕성의 첫번째 관측은 1997년 하와이에서 시작되었다. 기술발전의 발전과 함께, 지상기반 광학망원경은 해왕성의 이미지를 더욱 상세하게 기록하고 있다. 1990년대 중반부터 허블망원경 뿐만 아니라 지구의 광학망원경은 발견되는 위성의 수가 증급하는 등 태양계에 대한 새로운 발견을 계속 해오고 있다. 2004년과 2005년, 해왕성의 새로운 5개의 작은 위성은 지름이 38km에서 61km 사이에서 발견되었다. 고주파대에서의 해왕성의 발견은 해왕성의 원천이 지속적인 분출과 불규칙적인 파열라는 것을 보여준다. 두 원천은 해왕성의 회전 자계로 비롯된다고 생각된다.

## 해왕성 탐사

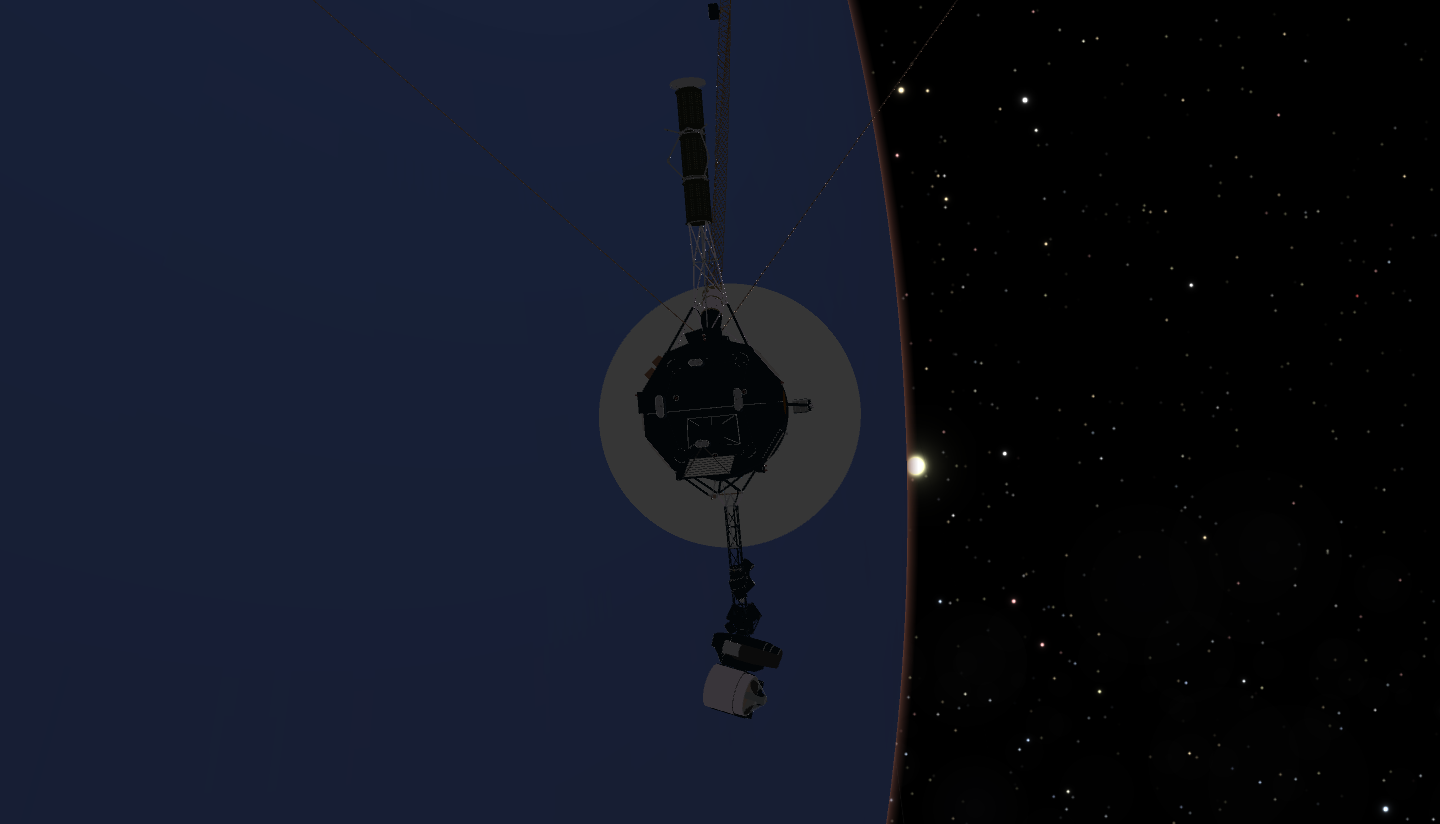
보이저 2호의 해왕성 접근 통과를 셀레스티아로 시뮬레이션한 것.

보이저 2호는 1989년 8월 25일에 해왕성에 가장 가까이 접근했다. 해왕성은 보이저가 방문할 수 있는 마지막 행성이었기 때문에 보이저 1호가 토성과 그 위성 타이탄에서 그렇게 했던 것처럼 궤도 변화에는 상관없이 해왕성과 그 위성 트리톤을 근접 통과하기로 결정되었다. 이때 보이저 2호가 지구로 전송한 사진들은 1989년 PBS의 철야 프로그램 《해왕성 올나이트》(Neptune All Night)의 기초가 되었다.

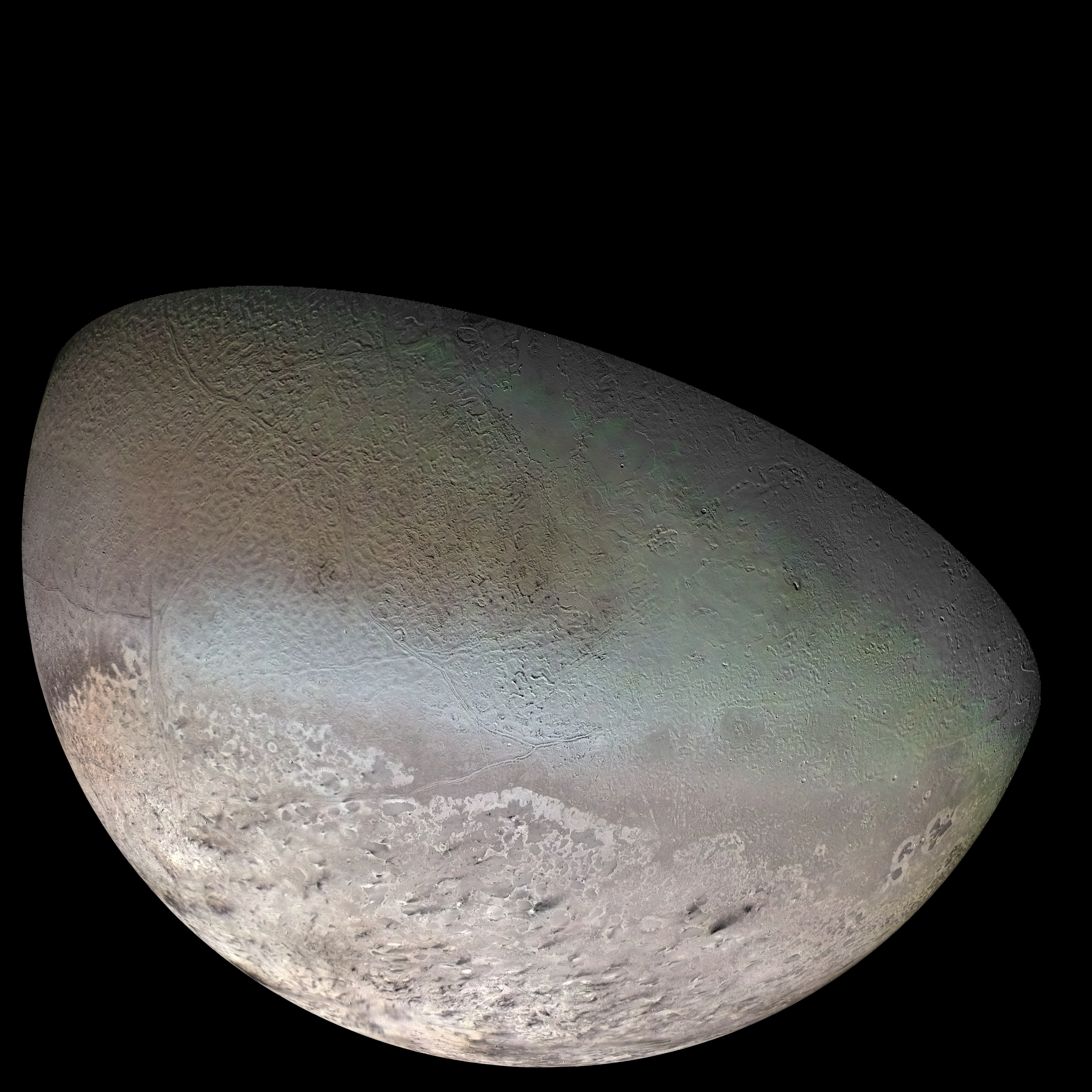
트리톤의 사진. 보이저 2호 촬영.

해왕성 접근 당시, 우주선의 신호가 지구까지 닫는 데는 246분이 걸렸다. 그랬기 때문에, 보이저 2호의 해왕성 탐사 임무 대부분은 사전 명령에 의존할 수 밖에 없었다. 8월 25일, 우주선은 위성 네레이드가 해왕성의 대기층에서 4400 km 떨어진 시점에서 네레이드에 근접 접근한 뒤 같은 날 해왕성 최대의 위성 트리톤으로 진로를 틀었다.
보이저는 해왕성을 둘러싼 자기장의 존재를 발견했으며, 이 자기장은 천왕성의 자기장처럼 중심에서 갈라져 나와 자전축에 대해 심하게 기울어 있다는 것을 밝혀냈고, 해왕성의 자전 주기는 전파 방출을 분석하여 측정했다. 또한 보이저는 해왕성에 놀랄 만큼 활동적인 기후 시스템이 있다는 것을 발견했으며, 여섯 개의 위성과 한 개 이상의 고리가 새로 발견되었다.
2003년, 미국 항공우주국의 "임무 가능성 연구"(Vision Missions Studies)에 핵분열 기반의 전력이나 추진력 없이 카시니-하위헌스 호 정도의 역할을 할 "해왕성 궤도선과 탐사기"(Neptune Orbiter with Probes)를 실행하자는 제안이 올라왔다. 작업은 제트 추진 연구소와 캘리포니아 공과대학교가 공동으로 추진하였으나, 취소되었다.
넵튠 오디세이(Neptune Odyssey)는 현재 NASA가 계획 중인 해왕성 궤도선과 대기 탐사선의 임무 개념으로, 2031년에서 2033년 사이에 발사해 2049년까지 해왕성에 도착할 것으로 계획 중인 대규모 전략 과학 임무이다.

## 같이 보기
- 뜨거운 해왕성
- 해왕성 트로이족
- 넵투늄

## 주해
1. ↑  에겐 자신은 살아생전 이 사실을 강력히 부인했으나, 에겐의 사후 그가 해왕성 문서 외에도 그리니치 천문대의 여러 가지 자료들을 가지고 있었던 것이 밝혀졌다.
2. ↑  원문: "Adams had done some calculations but he was rather unsure about quite where he was saying Neptune was"
3. ↑  지구의 질량은 5.9736×1024 kg으로 다음 공식을 통해 지구에 대한 질량비를 구할 수 있다:

{\displaystyle {\begin{smallmatrix}{\frac {M_{Neptune}}{M_{Earth}}}\ =\ {\frac {1.02\times 10^{26}}{5.97\times 10^{24}}}\ =\ 17.09\end{smallmatrix}}}
 
천왕성의 질량은 8.6810×1025 kg으로 다음 공식을 통해 지구에 대한 질량비를 구할 수 있다.

{\displaystyle {\begin{smallmatrix}{\frac {M_{Uranus}}{M_{Earth}}}\ =\ {\frac {8.68\times 10^{25}}{5.97\times 10^{24}}}\ =\ 14.54\end{smallmatrix}}}

목성의 질량은 1.8986×1027kg으로 다음 공식을 통해 해왕성에 대한 질량비를 구할 수 있다.

{\displaystyle {\begin{smallmatrix}{\frac {M_{Jupiter}}{M_{Neptune}}}\ =\ {\frac {1.90\times 10^{27}}{1.02\times 10^{26}}}\ =\ 18.63\end{smallmatrix}}}

Williams, David R. (2007년 11월 29일). "Planetary Fact Sheet – Metric". NASA. Archived
4. ↑  구름의 상층 표면을 가리키는 기상학 용어.
5. ↑  트리톤의 질량: 2.14×1022 kg. 다른 12개 위성들의 질량의 합계: 7.53×1019 kg. 고리의 질량: 무시해도 좋음.
6. ↑  {\displaystyle {\begin{smallmatrix}{\frac {r_{a}}{r_{p}}}={\frac {2}{1-e}}-1=2/0.2488-1=7.039.\end{smallmatrix}}}
7. ↑  각각의 겉보기 등급은 다음과 같다: 이오 +5.02, 유로파 +5.29, 가니메데 +4.61, 칼리스토 +5.65, 세레스 +6.7
8. ↑  1977년에는, 심지어 해왕성의 자전 주기도 밝혀지지 않았다.[117]